# 1996年アトランタオリンピックのカザフスタン選手団
1996年アトランタオリンピックのカザフスタン選手団（1996ねんアトランタオリンピックのカザフスタンせんしゅだん）は、1996年7月19日から8月4日にかけてアメリカ合衆国のジョージア州アトランタで開催された1996年アトランタオリンピックのカザフスタン選手団、およびその競技結果。

## 概要
今大会は金メダル3個、銀メダル4個、銅メダル4個の合計11個のメダルを獲得した。

## メダル
| メダル | 選手名                       | 競技                 | 種目                              |
| ------ | ---------------------------- | -------------------- | --------------------------------- |
| 金     | ワシリー・ジロフ             | ボクシング           | 男子ライトヘビー級                |
| 金     | アレクサンドル・パリギン     | 近代五種             | 男子                              |
| 金     | ユーリー・メルニチェンコ     | レスリング           | 男子グレコローマンスタイル57kg級  |
| 銀     | ボラト・ジュマディロフ       | ボクシング           | 男子フライ級                      |
| 銀     | セルゲイ・ベリャエフ         | 射撃                 | 男子50mライフル3姿勢              |
| 銀     | セルゲイ・ベリャエフ         | 射撃                 | 男子50mライフル伏射               |
| 銀     | アナトリー・フラパティ       | ウエイトリフティング | 男子99kg級                        |
| 銅     | ボラト・ニヤジムベトフ       | ボクシング           | 男子ライトウェルター級            |
| 銅     | イェルマハン・イブライモフ   | ボクシング           | 男子ライトミドル級                |
| 銅     | ウラジミール・ウォフミャニン | 射撃                 | 男子25mラピッドファイアーピストル |
| 銅     | マウレン・マミロフ           | レスリング           | 男子フリースタイル52kg級          |